# Calcutta (Sänger)

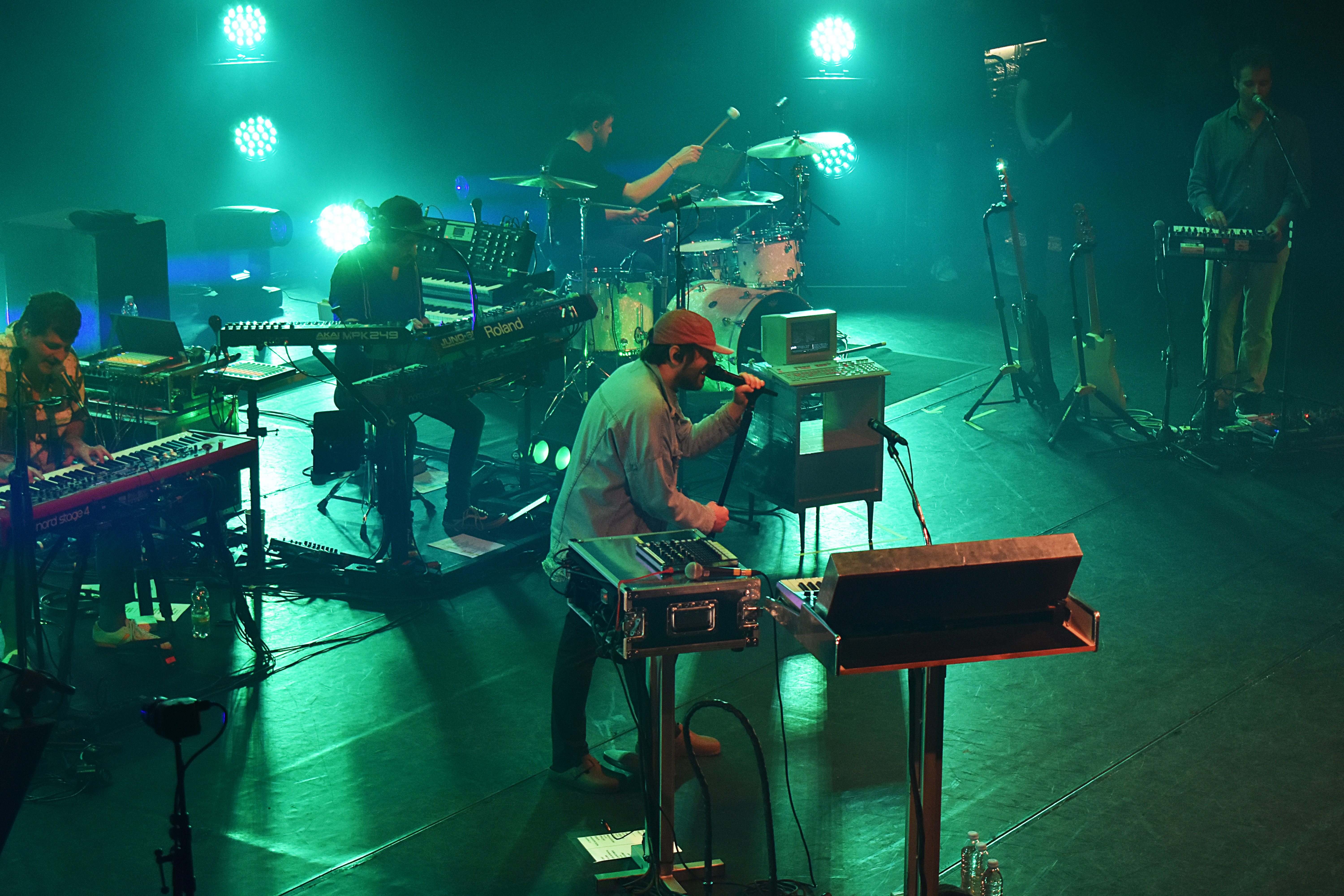
Calcutta im Konzert im Olympia in Paris im 2024

Calcutta (* 19. April 1989 in Latina, Latium, als Edoardo D’Erme) ist ein italienischer Indie-Sänger.

## Karriere
Der Musiker debütierte 2012 beim unabhängigen Label Geograph Records mit dem Album Forse… Im Jahr darauf folgte die EP The Sabaudian Tape, das zum Teil während der Aufnahmen für das Debütalbum entstanden war. Für sein zweites Studioalbum wechselte Calcutta zu Bomba Dischi. Mainstream erschien Ende 2015 und verhalf dem Sänger zu großer Bekanntheit, besonders auch durch den Erfolg der Single Cosa mi manchi a fare. Im Mai 2016 veröffentlichte er zusammen mit Takagi & Ketra die Single Oroscopo. Im Lauf des Jahres 2017 arbeitete er mit weiteren erfolgreichen Musikerkollegen zusammen, etwa J-Ax & Fedez, Nina Zilli und Francesca Michielin.
Mit der Single Orgasmo kündigte Calcutta Ende 2017 sein nächstes Studioalbum an, das unter dem Titel Evergreen im Mai 2018 erschien und die Spitze der Albumcharts erreichte.

## Diskografie

### Alben
| Jahr | Titel Musiklabel              | Höchstplatzierung, Gesamtwochen, AuszeichnungChartplatzierungen (Jahr, Titel, Musiklabel, Platzierungen, Wochen, Auszeichnungen, Anmerkungen) | Höchstplatzierung, Gesamtwochen, AuszeichnungChartplatzierungen (Jahr, Titel, Musiklabel, Platzierungen, Wochen, Auszeichnungen, Anmerkungen) | Anmerkungen                                                 |
| Jahr | Titel Musiklabel              | IT | CH | Anmerkungen                                                 |
| ---- | ----------------------------- | --- | --- | ----------------------------------------------------------- |
| 2012 | Forse … Geograph Records      | — | — | Erstveröffentlichung: 18. Dezember 2012                     |
| 2015 | Mainstream Bomba Dischi (SME) | IT28 ×3Dreifachplatin · (252 Wo.)IT | — | Erstveröffentlichung: 30. November 2015 Verkäufe: + 150.000 |
| 2018 | Evergreen Bomba Dischi (SME)  | IT1 ×2Doppelplatin · (101 Wo.)IT | — | Erstveröffentlichung: 25. Mai 2018 Verkäufe: + 100.000      |
| 2023 | Relax Bomba Dischi (SME)      | IT1 ×2Doppelplatin · (… Wo.)IT | CH36 (1 Wo.)CH | Erstveröffentlichung: 20. Oktober 2023 Verkäufe: + 100.000  |

### EPs
- 2013: The Sabaudian Tape

### Singles
| Jahr | Titel Album                      | Höchstplatzierung, Gesamtwochen, AuszeichnungChartsChartplatzierungen (Jahr, Titel, Album, Platzierungen, Wochen, Auszeichnungen, Anmerkungen) | Anmerkungen                                                                  |
| Jahr | Titel Album                      | IT | Anmerkungen                                                                  |
| --- | -------------------------------- | --- | ---------------------------------------------------------------------------- |
| 2016 | Oroscopo –                       | IT80 ×3Dreifachplatin · (8 Wo.)IT | Erstveröffentlichung: 13. Mai 2016 Verkäufe: + 150.000; feat. Takagi & Ketra |
| 2017 | Orgasmo Evergreen                | IT11 Platin · (15 Wo.)IT | Erstveröffentlichung: 15. Dezember 2017 Verkäufe: + 50.000                   |
| 2018 | Pesto Evergreen                  | IT10 ×2Doppelplatin · (1 Wo.)IT | Erstveröffentlichung: 2. Februar 2018 Verkäufe: + 100.000                    |
| 2018 | Paracetamolo Evergreen           | IT12 ×2Doppelplatin · (25 Wo.)IT | Erstveröffentlichung: 16. Mai 2018 Verkäufe: + 100.000                       |
| 2019 | Due punti –                      | IT89 (1 Wo.)IT | Erstveröffentlichung: 31. Mai 2019                                           |
| 2019 | Sorriso (Milano dateo) –         | IT17 ×2Doppelplatin · (22 Wo.)IT | Erstveröffentlichung: 7. Juni 2019 Verkäufe: + 200.000                       |
| Folgende Lieder erschienen nicht als Single, wurden aber durch das Album zum Download und Streaming bereitgestellt und konnten somit eine Platzierung erlangen: |                                  | |                                                                              |
| |                                  | |                                                                              |
| 2015 | Del verde Mainstream             | IT85 Platin · (1 Wo.)IT | Verkäufe: + 50.000 Charteinstieg erst 2019                                   |
| 2018 | Kiwi Evergreen                   | IT31 Gold · (1 Wo.)IT | Verkäufe: + 25.000                                                           |
| 2018 | Briciole Evergreen               | IT40 (1 Wo.)IT |                                                                              |
| 2018 | Hübner Evergreen                 | IT44 Gold · (1 Wo.)IT | Verkäufe: + 50.000                                                           |
| 2018 | Saliva Evergreen                 | IT45 (1 Wo.)IT |                                                                              |
| 2018 | Nuda nudissima Evergreen         | IT67 (1 Wo.)IT |                                                                              |
| 2018 | Dateo Evergreen                  | IT88 (1 Wo.)IT |                                                                              |
| 2018 | Rai Evergreen                    | IT92 (1 Wo.)IT |                                                                              |
| 2023 | 2minuti Relax                    | IT3 ×2Doppelplatin · (26 Wo.)IT | Verkäufe: + 200.000                                                          |
| 2023 | Tutti Relax                      | IT9 Platin · (16 Wo.)IT | Verkäufe: + 100.000                                                          |
| 2023 | Giro con te Relax                | IT13 Gold · (5 Wo.)IT | Verkäufe: + 50.000                                                           |
| 2023 | Controtempo Relax                | IT16 Platin · (14 Wo.)IT | Verkäufe: + 100.000                                                          |
| 2023 | Loneliness Relax                 | IT34 (2 Wo.)IT |                                                                              |
| 2023 | SSD Relax                        | IT35 (1 Wo.)IT |                                                                              |
| 2023 | Preoccuparmi Relax               | IT45 (1 Wo.)IT |                                                                              |
| 2023 | Ghiaccioli Relax                 | IT46 (1 Wo.)IT |                                                                              |
| 2023 | Intermezzo3 Relax                | IT55 (1 Wo.)IT |                                                                              |
| 2023 | Coro Relax                       | IT57 (1 Wo.)IT |                                                                              |
| 2023 | Allegria... Relax                | IT72 (1 Wo.)IT |                                                                              |
| 2023 | Cosa mi manchi a fare Mainstream | IT98 ×3Dreifachplatin · (2 Wo.)IT | Verkäufe: + 300.000                                                          |

Weitere Singles
- 2015: Milano – Gold (25.000+)[2]
- 2015: Limonata – Gold (50.000+)[2]
- 2016: Gaetano – ×2Doppelplatin  (200.000+)[2]
- 2016: Frosinone – Platin (50.000+)[2]

### Gastbeiträge
| Jahr | Titel Album                            | Höchstplatzierung, Gesamtwochen, AuszeichnungChartsChartplatzierungen (Jahr, Titel, Album, Platzierungen, Wochen, Auszeichnungen, Anmerkungen) | Anmerkungen |
| Jahr | Titel Album                            | IT | Anmerkungen |
| --- | -------------------------------------- | --- | --- |
| 2019 | La luna e la gatta –                   | IT9 ×2Doppelplatin · (26 Wo.)IT | Erstveröffentlichung: 1. März 2019 Verkäufe: + 100.000; Takagi & Ketra feat. Tommaso Paradiso, Jovanotti & Calcutta |
| 2020 | Blue Jeans Multisala                   | IT33 Platin · (11 Wo.)IT | Erstveröffentlichung: 14. Dezember 2020 Verkäufe: + 70.000; Franco126 feat. Calcutta                                |
| Folgende Lieder erschienen nicht als Single, wurden aber durch das Album zum Download und Streaming bereitgestellt und konnten somit eine Platzierung erlangen: |                                        | | |
| |                                        | | |
| 2021 | Laurea ad honorem Noi, loro, gli altri | IT8 ×2Doppelplatin · (11 Wo.)IT | Verkäufe: + 200.000; Marracash feat. Calcutta                                                                       |

## Belege
1. ↑  Chartquellen Alben: Italien. In: Italiancharts.com. Hung Medien, abgerufen am 31. Juli 2023. / Schweiz. In: hitparade.ch. Hung Medien, abgerufen am 23. November 2023.
2. 1 2 3 4 5 6 7 8 9 10 11 12 13 14 15 16 17 18 19 20 21 22 23  Auszeichnungsarchiv, Calcutta. FIMI, abgerufen am 7. Januar 2025.
3. 1 2  Archivio classifiche Top Singoli. FIMI, abgerufen am 7. Januar 2025 (italienisch).

| Personendaten    | Personendaten        |
| ---------------- | -------------------- |
| NAME             | Calcutta             |
| ALTERNATIVNAMEN  | D’Erme, Edoardo      |
| KURZBESCHREIBUNG | italienischer Sänger |
| GEBURTSDATUM     | 19. April 1989       |
| GEBURTSORT       | Latina, Latium       |